# Billboard Global Japan Songs excl. Japan
Billboard Global Japan Songs excl. Japan（ビルボード・グローバル・ジャパン・ソングス・エクスクルーディング・ジャパン）は、Billboard JAPANによって発表されている日本の音楽チャート。米ビルボードが運営するグローバルチャート「Billboard Global Excl. U.S.」の日本版にあたる。

## 概要
2023年9月に「Billboard Japan Songs」（後述）とともに設立された。 世界200の国と地域以上をカバーするグローバルチャート「Billboard Global 200」のデータを使用し、日本以外の世界において人気な日本の楽曲が算出され、上位20曲が公開される。
「Hot 100」をはじめとするBillboard JAPANの他のチャートは月曜日から日曜日を集計期間としているのに対し、本チャートは「Billboard Global 200」の集計期間に合わせて金曜日から翌週木曜日とされているため、他のチャートとは違い木曜日に発表される。
最初に総合チャートで首位を獲得したのは、2023年9月19日付のYOASOBIの「アイドル」であった。

## 首位獲得作品

### 週間
- 2023年
- 2024年
- 2025年

## Billboard Japan Songs
Billboard Japan Songs （ビルボード・ジャパン・ソングス）は、Billboard JAPANによって発表されている日本の音楽チャート。
「Billboard Global Japan Songs excl. Japan」のデータから、集計対象の各国のデータのみを抽出して上位20曲が発表される。
2024年12月時点における発表国は以下のとおり。
- 韓国 - 2023年9月14日発表分より

- 2023年
- 2024年
- 2025年

- 台湾 - 2024年12月5日発表分より

- 2024年
- 2025年

- タイ - 2023年11月9日発表分より

- 2023年
- 2024年
- 2025年

- シンガポール - 2023年9月14日発表分より

- 2023年
- 2024年
- 2025年

- インド - 2023年9月14日発表分より

- 2023年
- 2024年
- 2025年

- ドイツ - 2024年12月5日発表分より

- 2024年
- 2025年

- フランス - 2023年9月14日発表分より

- 2023年
- 2024年
- 2025年

- イギリス - 2023年9月14日発表分より

- 2023年
- 2024年
- 2025年

- 南アフリカ - 2023年11月9日発表分より

- 2023年
- 2024 年
- 2025年

- アメリカ合衆国 - 2023年11月9日発表分より

- 2023年
- 2024年
- 2025年

- ブラジル - 2023年11月9日発表分より

- 2023年
- 2024年
- 2025年